# Sowerby Bridge
Sowerby Bridge est une ville anglaise située dans le comté du Yorkshire de l'Ouest. Au recensement de 2001, sa population était de 9 984 habitants.  Il y a une gare.

## Source
- (en) Cet article est partiellement ou en totalité issu de l’article de Wikipédia en anglais intitulé « Sowerby Bridge » (voir la liste des auteurs).